# Ножничный механизм

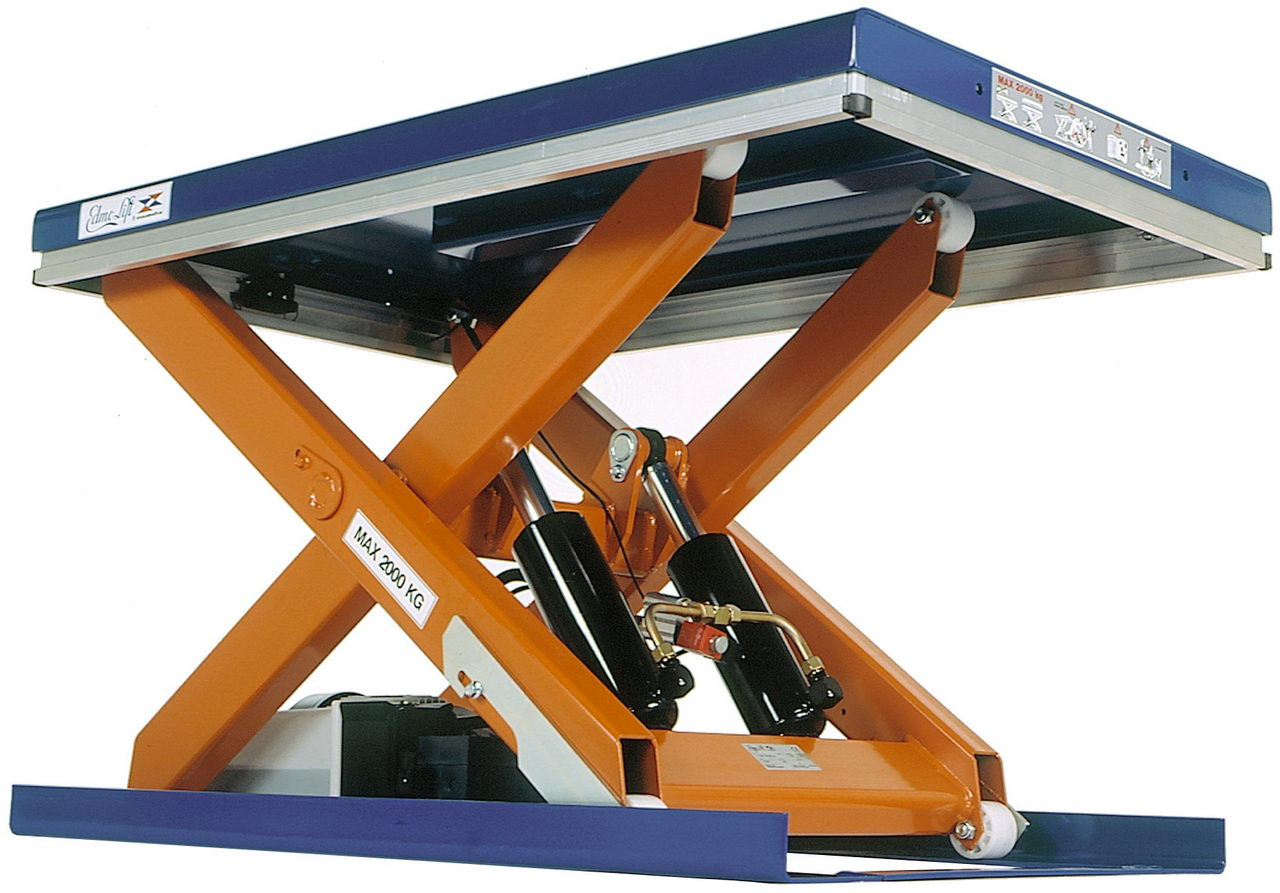
Пример простого ножничного подъемника.

Зеркало с пантографным механизмом.

Ножничный механизм использует соединенные складные опоры в виде перекрестного соединения, известного под названием «пантограф».

## Принцип работы
Растяжение выполняется за счет применения давления на внешние части комплекта опор, содержащихся на одном из концов механизма. Такое действие вызывает удлинение крестообразной конструкции механизма (см. анимацию справа). Растяжение можно достичь гидравлическим, пневматическим, механическим способом, или даже с применением силы рук.
В некоторых случаях такой механизм может даже не требовать применения силы для возвращения в исходное положение — нужно лишь прекратить действие первоначального давления.

## Использование
Механизм используется в таких устройствах, как подъемные столы и ножничные подъемники. Ножничные подъемники — гораздо более грузоподъемные, чем другие типы конструкций (например, телескопические вышки), но более громоздкие и массивные. Работают в основном на электричестве, но существуют тоже варианты на дизельном топливе.
Механизм также применяется для создания бесшумных компьютерных клавиатур.
Существуют также домкраты, основой конструкции которых является ножничный механизм. Есть пневматические домкраты такого типа и ручные. В ручных для выполнения работы используется сила, создаваемая закручиванием винта. Ввинчивание позволяет сузить поперечные точки ножничного механизма, тем самым растягивая его в длину (то есть вверх).